# (5659) Vergara
(5659) Vergara est un astéroïde de la ceinture principale.

## Description
(5659) Vergara est un astéroïde de la ceinture principale. Il fut découvert le 18 juillet 1968 à l'observatoire du Cerro El Roble par Carlos Torres et S. Cofré. Il présente une orbite caractérisée par un demi-grand axe de 2,33 UA, une excentricité de 0,12 et une inclinaison de 6,4° par rapport à l'écliptique.

## Étymologie
Cet astéroïde est nommé en l'honneur de Gladys Vergara Gavagnin (1928-2016).